# Вільїче

Індіанці Чилі. Віїче позначені персиковим кольором та знаходяться у центрі країни

Вільїче (також уїльїчі або вільїчі; ісп. Huilliche, МФА: [wi.ˈʝi.tʃe]) — корінне індіанське плем'я з групи мапуче, що проживає у Південній Америці, на території Аргентини та Чилі, від річки Тольтен до архіпелагу Чилое. Популяція вільїче на архіпелазі Чилое становить близько 17 000 осіб.

## Назва
Мовою мапудунґун huilliche означає «жителі півдня» (від willi (південь) і che (люди)).

## Мова
Більшість вільїче розмовляють іспанською мовою. Проте деякі вільїче (у більшості — літні люди) розмовляють мовою вільїче. Мова вільїче належить до арауканської мовної сім'ї.

## Історія

### XVI століття
Станом на 1535 рік на території сучасного Чилі жили понад 180 000 вільїче.
У 1540-х роках іспанські конкістадори на чолі з Педро де Вальдивія прибули на землі народу вільїче з нещодавно завойованих земель інків. З 1549 по 1553 рік іспанці заснували на території племені місто Вальдивія. У 1558 та 1567 роках були засновані міста Осорно та Кастро відповідно. Поразка іспанців у битві з племенами мапуче при Куралабі у 1598 році спричинило антиіспанське повстання, в результаті чого було зруйновано всі іспанські міста на території вільїче, крім Кастро.

### XVII століття
У 1608 році, після відвідин єзуїтами Мельхором Венегасом та Хуаном Баутіста Ферруфіно племен вільїче було розпочато єзуїтські, а згодом францисканські, кругові місії з поширення християнства серед індіанців Південної Америки.
У 1645 році Вальдивія була заново заснована. Тоді іспанці спробували прокласти сухопутних шлях до міста та до архіпелагу Чилое через територію вільїче. Натомість народ опирався цьому. У 1654 році відбулася битва при Ріо-Буено, у якій перемогли вільїче.
До цього часу належать повідомлення про міжусобні війни між племенами мапуче. Можливо, це призупинило ріст населення вільїче в цей час.

### XVIII століття

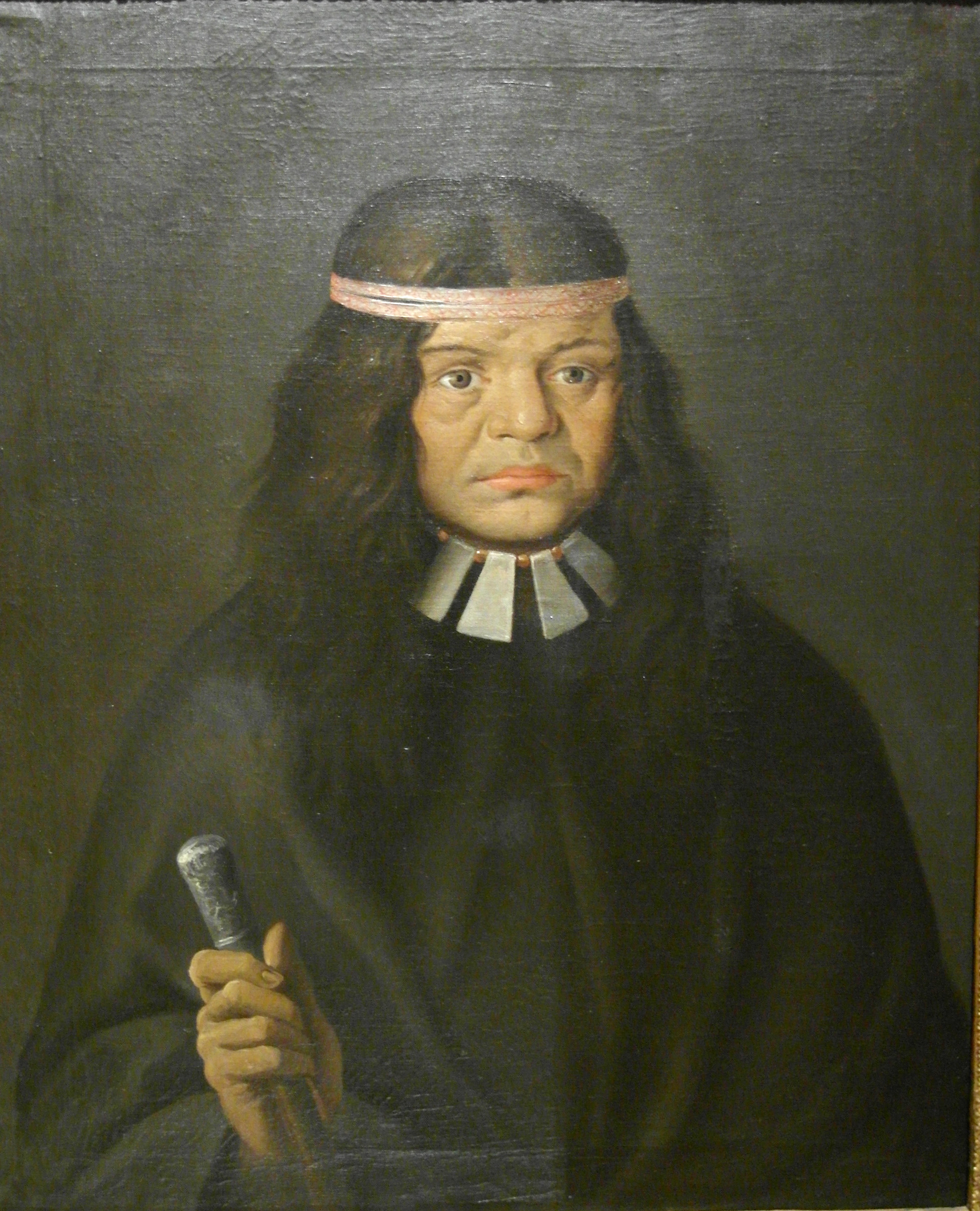
Катігуала, вождь (касик) вільїче. XVIII століття

У 1712 році проти іспанського панування почалося повстання. Проте воно було придушене іспанською владою.
У 1782 році було скасовано енком'єнду — форму залежності населення іспанських колоній від колонізаторів — на території Чилое; на решті території Чилі — у 1789 році.
У 1792 році повстання вільїче проти іспанців повторилося, оскільки через їхні землі було прокладено Королівську дорогу від Вальдивії до Чилое. Землі вільїче були спустошені іспанською армією на чолі з Томасом де Фігероа. Корінний народ був змушений визнати іспанську владу над собою, що сталося за умовами підписання мирного договору на парламенті Лас-Каноаса у 1793 році. Крім того, Іспанська імперія визнавала майно вільїче за цим же мирним договором.

### XIX століття
У XIX столітті було засноване товариство Sociedad Stuttgart, метою якого було забезпечення заселення німецькими колоністами земель у Вальдивії, Осорно та Кастро. Чилійська влада продала товариству 15 000 км². Ці землі належали племені вільїче. Під час здійснення цього продажу іспанська влада порушила домовленості мирного договору 1793 року.
В результаті заселення Центральної долини Чилі європейськими колоністами народ вільїче змушений був мігрувати у прибережну область Осорно.